# Future Old People Are Wizards
Future Old People Are Wizards is een Belgische band die bestaat uit leden van Drums Are for Parades en Maya's Moving Castle.
Het debuutalbum Faux Paw verscheen in 2014.
De opvolger M uit 2016 bevat uitsluitend songtitels die het woord 'man' bevatten. De drumpartijen werden ingespeeld door de nieuwe drummer Sylvester Vanborm (Wallace Vanborn).

## Discografie
- 2014 - Faux Pax
- 2016 - M